# Colin Pillinger
Colin Trevor Pillinger CBE (South Gloucestershire, 9 de maio de 1943 – Cambridge, 7 de maio de 2014) foi um planetologo britânico.